# Calligonum setosum
Calligonum setosum là một loài thực vật có hoa trong họ Rau răm. Loài này được (Litv.) Litv. mô tả khoa học đầu tiên năm 1913.